# Тищенко, Алексей Владиславович
Алексей Владиславович Тищенко (17 января 1981, Лида, Гродненская область) — белорусский футболист, защитник и полузащитник.

## Биография
Воспитанник ДЮСШ города Лида. Во взрослых соревнованиях выступал с 16-летнего возраста за «Неман-2» (Гродно) во второй лиге Беларуси; за «Неман» (Мосты) и «Коммунальник» (Слоним) — в первой лиге.
В 2002 году был приглашён в основной состав гродненского «Немана», но сыграл только один матч в высшей лиге Беларуси, а большую часть сезона провёл в первенстве дублёров (19 матчей). «Неман» в том сезоне стал серебряным призёром чемпионата страны. На следующий год футболист вернулся в клуб из Слонима.
В 2004 году перешёл в «Днепр» (Могилёв), игравший в высшей лиге, где на протяжении трёх сезонов был игроком основного состава. В 2007 году в очередной раз вернулся в «Неман» из Гродно, провёл в клубе два неполных сезона.
В конце карьеры играл за клубы низших лиг. В 2010 году выступал в первой лиге за «Сморгонь», а в 2011 году стал победителем второй лиги в составе «Лиды», следующие три сезона играл за этот клуб в первой лиге. Всего за «Лиду» провёл более 100 матчей.
Всего в высшей лиге Беларуси сыграл 98 матчей, голов не забивал. В первой лиге — около 200 матчей.

## Достижения
- Серебряный призёр чемпионата Беларуси: 2002
- Победитель второй лиги Беларуси: 2011